# Karim Zedadka
Karim Zedadka (arabisch كريم زيادادكا, DMG Karīm Ziyādādkā; * 9. Juni 2000 in Pertuis) ist ein algerisch-französischer Fußballspieler und steht seit dem Sommer 2024 beim Zweitligisten FC Südtirol in Italien unter Vertrag.

## Karriere

### Verein

#### Beginn im Juniorenbereich und erste Einsätze auf unterklassigem Niveau
Zedadka begann seine Karriere in verschiedenen Jugendmannschaften. So spielte er unter anderem für US Barthelasse, Olympique Barbentanais und Avignon Football. 2018 kam er während seiner Zeit in der Juniorenabteilung des OGC Nizza zu seinem ersten Einsatz im Erwachsenenbereich im Rahmen eines Viertligaspiels für die zweite Mannschaft. Im August 2018 wechselte er zur U19 der SSC Neapel. Dort erhielt er im März 2019 seine erste Spieltagskadernominierung für die erste Mannschaft in der Serie A. Da auf weitere Nominierungen aber kein tatsächlicher Einsatz folgte, entschloss sich der Spieler im Oktober 2020 zu einer einjährigen Leihe in die dritte italienische Liga zu Cavese 1919, um Spielpraxis sammeln zu können. Hier kam er zunächst zu fünf Einsätzen über durchschnittlich 28 Minuten, bevor er sich im Anschluss eine Verletzung zuzog und ausfiel. Diese Verletzung veranlasste die beiden Leihvertragsparteien den Vertrag vorzeitig im Februar 2021 aufzulösen.

#### Leihe nach Belgien und erste Spielminuten in Neapel
Zurück in Neapel sammelte der Algerier erneut einige Spieltagsnominierungen – sowohl in der Serie A, als auch in der Coppa Italia und auf internationalem Terrain in der UEFA Europa League. Im August 2021 folgte eine weitere Leihe, der belgische Verein Sporting Charleroi verpflichtete den Spieler für ein Jahr. In Wallonien begann die Saison für ihn recht vielsprechend mit neun Einsätzen in Folge, bevor sich die Spielzeit verringerte und nach zwei weiteren Spielen ab Januar 2022 bis Leihende im Juni desselben Jahres kein weiterer Einsatz mehr folgte. Nach Rückkunft zu seinem italienischen Stammverein konnte er erneut viele Kadernominierungen registrieren, bevor er am 3. März 2023 seine ersten Spielminuten gegen Lazio Rom (0:1) sammeln konnte. Bis zum Saisonende folgten noch zwei weiter Kurzeinsätze und der Gewinn der nationalen Meisterschaft.

#### Wechsel nach Luxemburg und eine weitere Leihe
Am 31. August 2023 verpflichtete ihn der luxemburgische Erstligist und aktuelle Landesmeister Swift Hesperingen. Dort absolvierte Zedadka bis zur Winterpause neun Liga- sowie ein Pokalspiel und wurde dann am 24. Januar 2024 bis zum Saisonende an Ascoli Calcio in die italienische Serie B ausgeliehen. Dort kam er 15 Zweitligaspielen zum Einsatz und stieg mit dem Verein als Tabellen-18. in die Drittklassigkeit ab.

#### Rückkehr nach Italien
Im Sommer 2024 wechselte Zedadka dann fest von Swift Hesperingen zum FC Südtirol. Der Verein aus Bozen spielt ebenfalls in der italienischen Serie B.

## Erfolge
- Italienischer Meister: 2023

## Sonstiges
Sein älterer Bruder Akim (* 1995) ist ebenfalls Fußballprofi und steht momentan beim OSC Lille in der heimischen Ligue 1 unter Vertrag.